# Xylane
Le xylane est un composant principal des hémicelluloses, et le deuxième polysaccharide naturel le plus abondant après le xyloglucane. Les xylanes sont des polymères de xyloses.
Plusieurs enzymes sont nécessaires à la dégradation de xylane, mais la principale enzyme impliquée est la xylanase. Les xylanases sont des enzymes glycosyles hydrolases qui catalysent l'hydrolyse de β-1,4-glucosidiques en xylane via un double mécanisme de déplacement.
L'hydrolyse des xylanes donne du xylose. Le xylose est réduit pour donner un polyol non naturel: le xylitol.
Ces dernières années, les applications de la biotechnologie des xylanases/xylane se sont élargies sensiblement : ces composants sont aujourd'hui employés comme suppléments dans la fabrication du papier, l'alimentation animale, le biobleaching des pâtes et papiers et dans la production de bioéthanol.
Le numéro CAS du 1,3-Xylane est 9014-63-5 et son numéro EINECS 232-760-6. Sa formule chimique est (C5H8O5)n.